# تعهد (فیلم ۲۰۰۷)
«تعهد» (انگلیسی: The Promise (2007 film)) یک فیلم فیلیپینی به سبک رمانتیک است که در سال ۲۰۰۷ منتشر شد.این فیلم ماجرای 2 کودک است که به صورت اتفاقی یکدیگر را می بینند و هم بازی می‌شوند.بعد از سال‌ها که بزرگتر می‌شوند،به یکدیگر علاقه پیدا می‌کنند که برادر دختر،از رسیدن آن‌ها به یکدیگر جلوگیری می‌کند و خواهرش را مجبور می‌کند با مردی که پسیار پولدار و تاجر است،ازدواج کند.پسر داستان،که رسیدن به دختر را غیرممکن میدید،تمام دارایی‌هایش را جمع می‌کند و به شهر سفر می‌کند و بعد از مشقت کشیدن بسیار زیاد،از راه‌های غیرقانونی پول بسیار زیادی را جمع می‌کند و با شوهر دختری که علاقه بهش داشت،به صورت ناشناخته قرار ملاقات کاری میگذارد و بعد از مدت‌ها به روستای خودش برمیگردد.وقتی به آنجا می‌رسد همگی از دیدن او با وضع جدیدش،بسیار تعجب می‌کنند.آن مرد پولدار که دلیل اصلی آمدن پسر را زن خودش میدانست،با تهدیدهای زیاد پسر را از کارش میخواست باز دارد و حتی به برادر زنش می‌گوید که او را به شدت بزند.با توجه به اینکه پسر،بعد از رفتن به شهر بسیار قوی تر هم نیز شده‌است،هنگامی که او می‌خواهد پسر را بزند،پسر به روی او یک عالم پول می‌ریزد و برادر مسته دختر را شدیدا میزند تا نشان دهد که چقدر تغییر کرده‌است.بعد از این ماجرا پسر با دختر ارتباطاتی برقرار می‌کند که در یکی از همین ارتباطات،شوهرش او را میبیند و شدیدا با پسر درگیر می‌شود و زن باردار خود را که فقط به اسم، بچهٔ مرد،ولی در اصل بچهٔ پسر بود را میزند و باعث مردن زن خود می‌شود درحالیکه بچه زنده میماند.